# Pseudocillimus quadrinotatus
Pseudocillimus quadrinotatus är en stekelart som först beskrevs av Joseph Kriechbaumer 1894.  Pseudocillimus quadrinotatus ingår i släktet Pseudocillimus och familjen brokparasitsteklar. Inga underarter finns listade i Catalogue of Life.